# Juan Luis Estelrich
Juan Luis Estelrich Perelló (Artá, 1856-Palma de Mallorca, 1923) fue un escritor y profesor español.

## Biografía
Nació en la localidad mallorquina de Artá el 12 de febrero de  1856. Poeta lírico, fue catedrático del Instituto de Cádiz, académico correspondiente de la Real Academia Española y periodista. En 1899 dejó la dirección de La Última Hora de Palma, que había estado desempeñando durante cinco años. Colaboró en numerosos diarios y revistas de Madrid y provincias, como El Español, Nuestro Tiempo, Revista Contemporánea e Hispania. Falleció en Palma de Mallorca a finales de julio de 1923.